# Олімпік (стадіон, Донецьк)
Спортивний комплекс «Олі́мпік» — спортивний комплекс у Донецьку.

## Міжнародні матчі
Матчі юнацької збірної України (U-19)
| Дата       | Турнір   | Господарі | Рахунок | Гості     |
| ---------- | -------- | --------- | ------- | --------- |
| 24-05-2006 | КЧЄ 2006 | Україна   | 2-1     | Швейцарія |
| 26-05-2006 | КЧЄ 2006 | Україна   | 0-3     | Чехія     |
| 28-05-2006 | КЧЄ 2006 | Україна   | 3-0     | Данія     |

## Інфраструктура
Спортивний комплекс включає:
- футбольне поле з трав'яним покриттям 105 × 67
- футбольне поле з синтетичним покриттям 105 × 68
- поле з синтетичним покриттям 44 × 22